# Maria Danielsson
Maria Danielsson, född 28 juli 1981 i Siljansnäs, är en svensk snowboard- och boardercrossåkare.
Hon slutade på en sjätteplats i boardercross under OS 2006 i Turin.